# Achromadora longiseta
Achromadora longiseta is een rondwormensoort uit de familie van de Cyatholaimidae. De wetenschappelijke naam van de soort is voor het eerst geldig gepubliceerd in 1951 door Schuurmans Stekhoven.